# Gnejusz Korneliusz Lentulus Augur
Gnejusz Korneliusz Lentulus Augur (łac. Gnaeus Cornelius Lentulus Augur) – rzymski polityk i senator za czasów Augusta i Tyberiusza.
W 14 p.n.e. Lentulus oraz Marek Licyniusz Krassus Frugi zostali wybrani konsulami. W 2/1 p.n.e. Lentulus był prokonsulem Azji. 
W 22 n.e. Serwiusz Maluginensis, kapłan Jowisza, zażądał aby mu namiestnictwo Azji przydzielono, utrzymując, że bezpodstawna jest ogólna opinia, jakoby kapłanom Jowisza nie wolno było Italii opuszczać. Argumentował, że jeżeli po samobójstwie Korneliusza Meruli przez 75 lat zaniechano wyboru flamina bez szkody dla kultu, to czemu on nie może być nieobecny przez jeden rok. Jego wywodom sprzeciwił się m.in. Lentulus Augur.
Według Seneki, Lentulus był słynny ze swojego bogactwa, skąpstwa oraz głupoty. Tyberiusz groźbą i niepokojem wywołał wstręt do życia u niego oraz zmusił do tego, że umierając zapisał jemu cały swój majątek.
Jest często mylony z Gnejuszem Korneliuszem Lentulusem Kossusem Getulikusem, konsulem w 1 p.n.e.